# Narciarstwo dowolne na Zimowych Igrzyskach Olimpijskich Młodzieży 2012 – halfpipe dziewcząt
Halfpipe dziewcząt został rozegrany między 14 a 15 stycznia nieopodal Innsbrucka, w ośrodku narciarskim Nordkette Innsbruck. W kwalifikacjach wzięło udział 10 zawodniczek, natomiast do finału zakwalifikowało się sześcioro z nich. Pierwszą w historii młodzieżową mistrzynią olimpijską została Austriaczka Elisabeth Gram, srebrny medal wywalczyła reprezentantka Norwegii Tiril Sjåstad Christiansen, a brąz wywalczyła Francuska Marine Tripier Mondancin.

## Wyniki

### Kwalifikacje
| Pozycja | Nr | Zawodniczka                | Kraj            | Zjazd 1 | Zjazd 2 | Najlepszy | Uwagi |
| ------- | -- | -------------------------- | --------------- | ------- | ------- | --------- | ----- |
| 1       | 2  | Elisabeth Gram             | Austria         | 80.25   | 87.00   | 87.00     | Q     |
| 2       | 1  | Marine Tripier Mondancin   | Francja         | 81.00   | 68.50   | 81.00     | Q     |
| 3       | 7  | Tiril Sjåstad Christiansen | Norwegia        | 69.75   | 76.75   | 76.75     | Q     |
| 4       | 3  | Shannon Gunning            | Kanada          | 64.00   | 26.25   | 64.00     | Q     |
| 5       | 4  | Katie Summerhayes          | Wielka Brytania | 55.50   | 54.75   | 55.50     | Q     |
| 6       | 8  | Alexia Bonelli             | Szwajcaria      | 28.75   | 53.50   | 53.50     | Q     |
| 7       | 5  | Samantha Poots             | Nowa Zelandia   | 23.00   | 52.00   | 52.00     |       |
| 8       | 9  | Nanaho Kiriyama            | Japonia         | 49.00   | 43.25   | 49.00     |       |
| 9       | 6  | Monika Loboda              | Słowenia        | 24.00   | 41.00   | 41.00     |       |
| 99 !    | 10 | Jeanee Crane-Mauzy         | USA             | DNS     | DNS     | DNS       | DNS   |

### Finał
| Pozycja | Nr | Zawodniczka                | Kraj            | Zjazd 1 | Zjazd 2 | Najlepszy |
| ------- | -- | -------------------------- | --------------- | ------- | ------- | --------- |
|         | 2  | Elisabeth Gram             | Austria         | 84.75   | 82.75   | 84.75     |
|         | 7  | Tiril Sjåstad Christiansen | Norwegia        | 79.25   | 39.00   | 79.25     |
|         | 1  | Marine Tripier Mondancin   | Francja         | 69.25   | 69.50   | 69.50     |
| 4       | 3  | Shannon Gunning            | Kanada          | 62.00   | 58.00   | 62.00     |
| 5       | 8  | Alexia Bonelli             | Szwajcaria      | 55.00   | 44.75   | 55.00     |
| 6       | 4  | Katie Summerhayes          | Wielka Brytania | 31.25   | 47.75   | 47.75     |